# Stoven
Stoven är en by i civil parish Brampton with Stoven, i distriktet East Suffolk, i grevskapet Suffolk i England. År 1987 blev den en del av den då nybildade Brampton with Stoven. Parish hade 110 invånare år 1961. Byn nämndes i Domedagsboken (Domesday Book) år 1086, och kallades då Stou(o)ne.